# Libuše Domanínská
Libuše Domanínská (cognom també Klobásková i Vyčichlová; Brno, 4 de juliol de 1924 - Hodonín, 2 de febrer de 2021) fou una soprano txeca que va tenir una carrera activa en concerts i òperes dels anys 1940 als 1970. Va ser una membre capdavantera del Teatre Nacional de Brno i més tard del Teatre Nacional de Praga. Va obtenir un gran èxit en el paper principal de Jenůfa, Katia Kabanová i La guineueta astuta de Janáček, en els que va destacar el caràcter destacat de la seva veu.